# Maggie Shipstead
Maggie Shipstead, née en 1983 à Mission Viejo, est une écrivaine américaine.

## Biographie

### Enfance et formation
Maggie Shipstead nait à l'Hôpital Mission de Mission Viejo. Elle passe toute son enfance dans cette ville de Californie.
Son père fréquente le Harvard College et sa mère la Harvard Graduate School of Education. Cette dernière, passionnée de ballet, est professeure de développement de l'enfant et place sa fille dans un programme pour élèves surdoués basé sur un test de QI que Maggie Shipstead réalise à cinq ans,. Elle a également un frère. Celui-ci sert comme pilote dans l'armée de l'air américaine pendant 20 ans,.
En 2001, Maggie Shipstead est diplômée de l'école épiscopale St. Margaret située près de Mission Viejo.
Adolescente, elle participe à de nombreuses compétitions d'équitation. À l'université Harvard, qu'elle fréquence à son tour, elle devient capitaine de l'équipe équestre.
Elle envisage une carrière en droit ainsi que l'anthropologie et l'anglais. Mais un cours d'écriture créative dispensé par Zadie Smith change la donne,,.
Après avoir obtenu son diplôme de l'université Harvard, Maggie Shipstead travaille brièvement dans un cabinet d'avocat et postule pour obtenir une place au sein du programme d'écriture de l'Université de l'Iowa : Iowa Writers' Workshop,. Elle y étudie pendant deux ans.
Elle obtient sa maîtrise en beaux-arts et remporte la bourse Wallace Stegner de l'Université Stanford.

### Carrière
Maggie Shipstead devient écrivain à plein temps. Son premier roman, Plan de table, remporte le prix Dylan Thomas dédié aux auteurs de moins de 30 ans. Il remporte également en 2013 le Los Angeles Times Book Prize pour la première fiction décerné par Los Angeles Times. Le New York Times le décrit en outre comme un « premier roman intelligent et mousseux ». Quant à la juge et romancière Allison Pearson, elle compare l'autrice à John Updike et Jane Smiley et prédit que Maggie Shipstead remportera le prix Pulitzer avant d'avoir 50 ans. Dans ce roman, Maggie Shipstead dépeint la société américaine à travers un mariage sur une île fictive au large de la Nouvelle-Angleterre, du point de vue du père de la mariée, un homme de 59 ans.
Son deuxième roman, Étonnez-moi, publié en 2014, raconte la liaison d'une ballerine américaine avec un brillant danseur russe. Il couvre trois décennies d'intrigues et de romances dans le monde du ballet à partir de 1977. Il reçoit des critiques mitigées du New York Times qui décrit la prose comme « sans exception, soumise à l'élan du l'intrigue schématique de Shipstead ». Cependant, The Guardian note « une écriture agile qui manque à peine un battement, toute invraisemblance de l'intrigue étant largement compensée par son discours sérieux sur une dévotion à l'effort artistique qui traverse les générations et captive les individus opposés ».
Elle passe ensuite sept ans à écrire son troisième roman épique, Le Grand Cercle, publié en 2021, dont deux à rédiger une première ébauche, son brouillon final totalisant presque 1000 pages finalement réduites à près de 600,. Le roman entremêle les histoires de deux femmes, une pilote pionnière disparue en 1950 alors qu'elle tentait de voler d'un pôle à l'autre et une star de cinéma d'aujourd'hui qui interprète le rôle de l'aviatrice dans le biopic de la première et qui espère ainsi relancer sa carrière. « Mme Shipstead insère de manière si convaincante son héroïne fictive dans les trajectoires audacieuses des premiers aviateurs que vous serez convaincu de vous souvenir du jour tragique où son avion a disparu. » écrit le Washington Post. Afin de rédiger au mieux son roman consacré au voyage et aux paysages américains, Maggie Shipstead réalise divers séjours aux États-Unis ou à l'étranger (Tonga, Botswana, Patagonie et des lieux situés entre l'Arctique et l'Antarctique) et commence à écrire à partir de 2015 pour des magazines comme Traveler de Condé Nast, Travel + Leisure ou encore Outside,. Le roman est sélectionné pour le Booker Prize 2021 et le Women's Prize for Fiction 2022,. La société de production Picturestart décide à l'été 2021 d'adapter le roman en série, avec l'écrivaine comme productrice exécutive, après avoir remporté les droits du livre.
En 2022, Maggie Shipstead publie You Have A Friend in 10A qui rassemble des œuvres écrites au cours de la décennie précédant The Great Circle, apparaissant en grande partie dans des magazines littéraires tels que Tin House et VQR. Les histoires comme les conditions d'écriture sont variables, du cavalier du Montana à un écrivain anxieux à la veille de la publication de son premier roman, en passant par une liaison entre deux athlètes des Jeux olympiques et un atoll isolé du Pacifique Sud dont les habitants français et anglais se chamaillent. « Sous le style contrôlé et parfois pointilleux de Shipstead se cache un esprit généreux, mais ses histoires les plus immersives sont celles qui semblent lui échapper. Elles prennent des tournures perverses pour aboutir à des fins ouvertes. La Moretta, qui suit un jeune couple en lune de miel en 1974, est la plus remarquable » écrit le New York Times.

### Vie privée
À l'âge de 32 ans, pendant sept mois, elle a une histoire d'amour avec un homme de trente ans son aîné. Elle navigue avec lui vers l'Antarctique, ce qui lui inspirera une chronique publiée dans The New York Times.
Elle vit aujourd'hui à Los Angeles et réalise de nombreux voyages.

## Œuvres
- Plan de table [« Seating arrangements »], trad. de Michelle Herpe-Voslinsky, Paris, Éditions Belfond, coll. « Littérature étrangère », 2012, 419 p.  (ISBN 978-2-7144-5058-6)[16]
- Étonnez-moi [« Astonish me »], trad. de Françoise Pertat, Paris, Éditions Belfond, coll. « Littérature étrangère », 2015, 369 p.  (ISBN 978-2-7144-5789-9)[2]
- Le Grand Cercle [« Great Circle »], trad. de Caroline Bouet, Paris, Les Presses de la Cité, 2023, 812 p.  (ISBN 978-2-258-20156-9)[17]
- You Have A Friend in 10A, Knopf Doubleday Publishing Group, 2022[14]